# Zahodna Antarktika
Zahodna Antarktika ali Mala Antarktika, ena od dveh glavnih regij Antarktike, je del te celine, ki leži na zahodni polobli in vključuje Antarktični polotok. Od Vzhodne Antarktike jo ločuje Transantarktično gorovje, pokriva pa jo Zahodnoantarktični ledeni pokrov. Leži med Rossovim morjem (delno pokritim z Rossovo ledeno polico) in Weddllovim morjem (večinoma pokritim s Filchner-Ronnino ledeno polico). Lahko jo obravnavamo kot velikanski polotok, ki se razteza od južnega tečaja proti konici Južne Amerike.
Zahodno Antarktiko večinoma pokriva antarktični ledeni pokrov, vendar obstajajo znaki, da globalno segrevanje vpliva na pokrov in da se je začel rahlo krčiti. Obale Antarktičnega polotoka so edini deli Zahodne Antarktike, ki (poleti) ostanejo brez ledu. To tvori antarktično tundro, zaradi česar ima polotok najtoplejše podnebje na Antarktiki. Kamnine so pokrite z mahovi in lišaji, ki se lahko spopadejo z intenzivnim zimskim mrazom in kratko rastno sezono.

## Lokacija in opis
Zahodna Antarktika leži na tihooceanski strani Transantarktičnih gora in obsega Antarktični polotok (z Grahamovo in Palmerjevo deželo) ter Ellsworthovo deželo, deželo Marie Byrd in polotok Edvarda VII., priobalne otoke, kot je Adelajdin otok, in ledene police, zlasti Filchner-Ronnino ledeno polico na Weddllovem morju in Rossovo ledeno polico na Rossovem morju.
Zahodna Antarktika je bila poimenovana v začetku 20. stoletja; ta uporaba je postala običajna po mednarodnem geofizikalnem letu (1957–1958) in raziskavah, ki so pokazale, da Transantarktično gorovje predstavlja uporabno regionalno mejo med Zahodno in Vzhodno Antarktiko. Svetovalni odbor za antarktična imena (US-ACAN) je ime odobril leta 1962.
Zahodno Antarktiko večinoma prekriva masiven ledeni pokrov, imenovan Zahodnoantarktični ledeni pokrov (WAIS). V zadnjih desetletjih ta ledeni pokrov kaže znake zmanjševanja mase.
Geološka zgodovina Zahodne Antarktike je bila povzeta v publikaciji leta 2020.

## Antarktična tundra Marielandia
Deli zahodne Antarktike, ki niso pokriti z ledom (antarktične oaze), kot so obale Antarktičnega polotoka, tvorijo območje biotske raznovrstnosti, znano kot antarktična tundra Marielandia (po deželi Marie Byrd). To območje ima najtoplejše podnebje na Antarktiki, kamnine, pokrite z mahovi in lišaji, pa v poletnih mesecih nimajo snega, čeprav je vreme še vedno zelo hladno in rastna sezona zelo kratka.